# Franz Graffheiden
Franz Graffheiden (auch Franciscus Graffheiden; * 11. März 1696 in Laibach; † 8. April 1776 in Graz) war ein österreichischer Jesuit.

## Leben
Franz Graffheiden trat in seinem 20. Lebensjahr in den Jesuitenorden ein. Nach Beendigung seiner Studien und dem Ablegen des Gelübdes widmete er sich dem Unterrichtsfach. Er lehrte Philosophie und Theologie in mehreren Kollegs seines Ordens, am längsten in Wien und Graz. In der letztgenannten Stadt starb er 1776 im Alter von 80 Jahren.
Seine Schilderungen der Grundsätze und Ansichten seines Ordensgenossen, des in England wegen seiner Bekehrungsversuche hingerichteten Edmund Campion (Edmundi Campiani S. J. Rationes decem oblati certaminis in causa fidei redditae Academicis Angliae; praefixa ejusdam vita et gloriosa morte, 1742) und des bekannten Vielschreibers Juan Eusebio Nieremberg (Jo. Eus. Nierembergii S. J. Theo-politicus, seu brevis illucidatio et rationale divinorum operum atque providentia humanorum, 1774) sind von einem durch religiöse Vorurteile seiner Zeit beschränkten Gesichtspunkt aus abgefasst. Seine in einer Promotionsschrift mitgeteilte Nachricht von der Wahl des Papstes Clemens XII. (Sanctissimi Domini Nostri Clementis XII in supremum Ecclesiae Antistitem electio, 1731) stellt eine lobrednerische Schrift dar. Ein Verzeichnis der Könige Italiens (Series Regum Italiae, 1732), das ihm zugeschrieben wurde, stammt von dem durch mehrere geschichtliche Werke bekannten Jesuiten Carl Andrian aus Tirol.